# Limonaia di Villa Strozzi
La Limonaia di Villa Strozzi è uno spazio a Firenze per spettacoli e mostre, ricavato negli edifici adiacenti all'antico giardino d'inverno situato in via Pisana 77, a margine del centro storico in Oltrarno.

## Storia

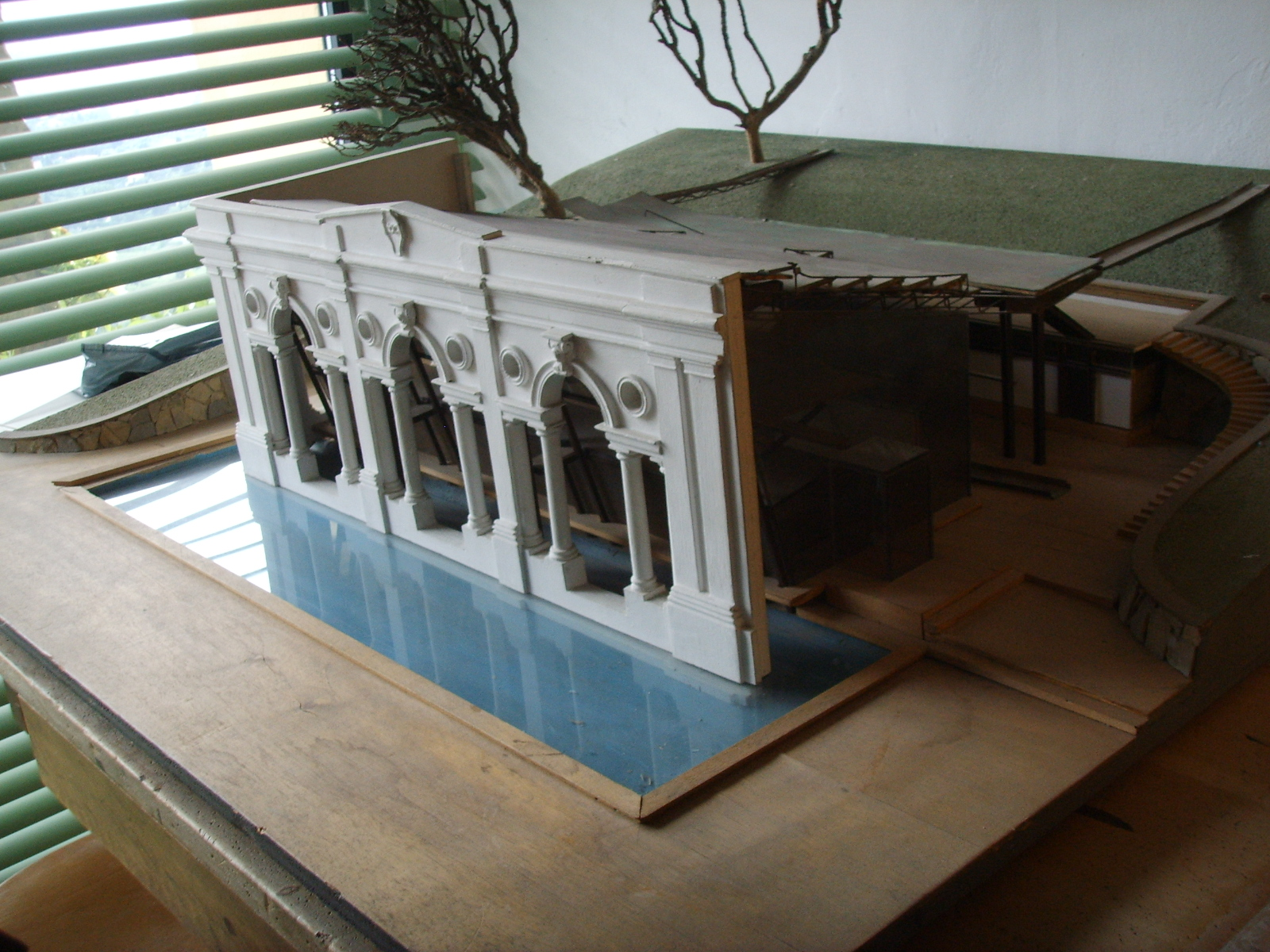
Plastico della Limonaia di Villa Strozzi alla Fondazione Michelucci

Nel 1973 il comune di Firenze decise di trasformare il complesso di villa Strozzi (la villa, le scuderie e la limonaia restaurate nella seconda metà dell'Ottocento da Giuseppe Poggi) in uno spazio polivalente per l'arte contemporanea. Per conferire all'intervento un carattere internazionale, vennero interpellati sette architetti diversi per esperienza e cultura: gli italiani Giovanni Michelucci, Ignazio Gardella e Carlo Scarpa, il finlandese Alvar Aalto, l'austriaco Hans Hollein, l'americano Richard Meier e l'inglese Alan Irvine. Con l'unica eccezione di Aalto (al quale è affidato il progetto di un nuovo edificio adibito a biblioteca), tutti i progettisti si confrontano con il tema della ristrutturazione non conservativa dell'architettura, palese espressione della volontà della committenza di conservare l'involucro degli edifici, riconfigurandoli completamente all'interno.
Michelucci cominciò a lavorare al progetto nell'aprile del 1973 producendo, sino all'ottobre dello stesso anno, un'ingente mole di schizzi vigorosamente espressivi. Prese corpo progressivamente l'idea di uno spazio attraversato da percorsi aerei nel quale la copertura diveniva spazio per lo spettacolo e la sistemazione interna si poneva in decisa autonomia rispetto al guscio ottocentesco (debitamente restaurato e consolidato). Le difficoltà economiche e il succedersi di diverse amministrazioni determinarono un arresto dell'iter e indussero la committenza e il progettista (Bruno Sacchi) a rivedere in parte il progetto, eliminando il sistema delle passerelle interne e in qualche modo semplificando l'idea michelucciana. Il progetto esecutivo viene approvato il 26 marzo 1987 e i lavori avviati poco dopo: il 16 gennaio 1998 venne approvato il progetto delle opere di completamento e di arredo. La Limonaia fu conclusa nell'estate del 1998 e ufficialmente inaugurata il 6 luglio.

## Contesto urbano
La Limonaia è situata all'interno del complesso della villa Strozzi e del parco del Boschetto, ampio polmone punteggiato da alberature secolari e adibito a verde pubblico attrezzato situato al margine occidentale della collina di Monte Uliveto. Tale area, delimitata a ovest da via di Soffiano e a nord da via Pisana, riveste un'importanza strategica per la sua vicinanza al centro urbano e per la contiguità con il sistema delle colline extraurbane di Bellosguardo.
La limonaia costituisce, assieme alla villa attualmente adibita a sede di una scuola di moda, il punto di arrivo del percorso all'interno del parco che, snodandosi a partire dai due ingressi monumentali sulle vie di Soffiano (opera di Giuseppe Poggi) e Pisana, si articola sinuosamente fino a raggiungere il punto più elevato della collina, in corrispondenza del quale la macchia boscata si apre in una radura a prato dove risaltano i volumi classicheggianti della villa, della limonaia e delle scuderie. L'edificio riprogettato da Michelucci traguarda verso valle il parco con le sue architetture mentre verso est è come incastonato nel fianco della collina, che in questo punto presenta una notevole pendenza.

## Architettura

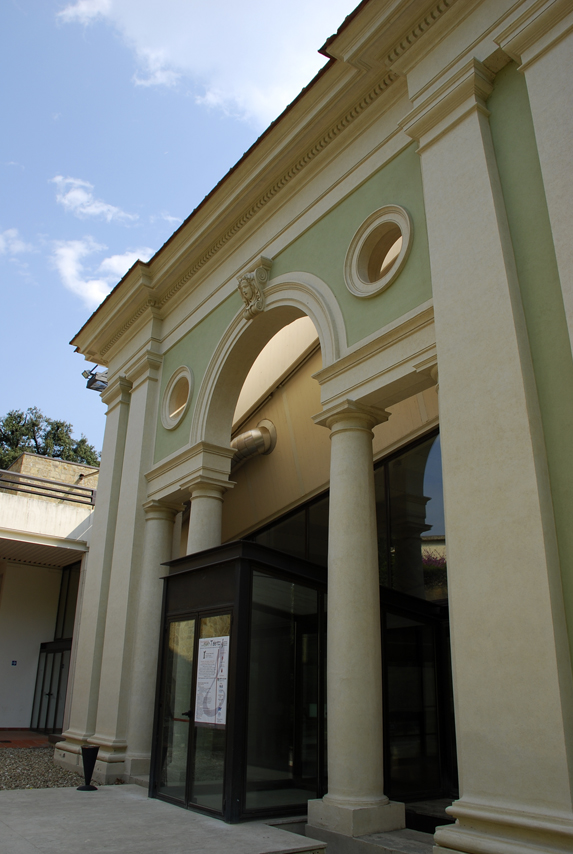
Limonaia di Villa Strozzi: punto d'innesto tra l'antica facciata e il moderno teatro situato sul tetto.

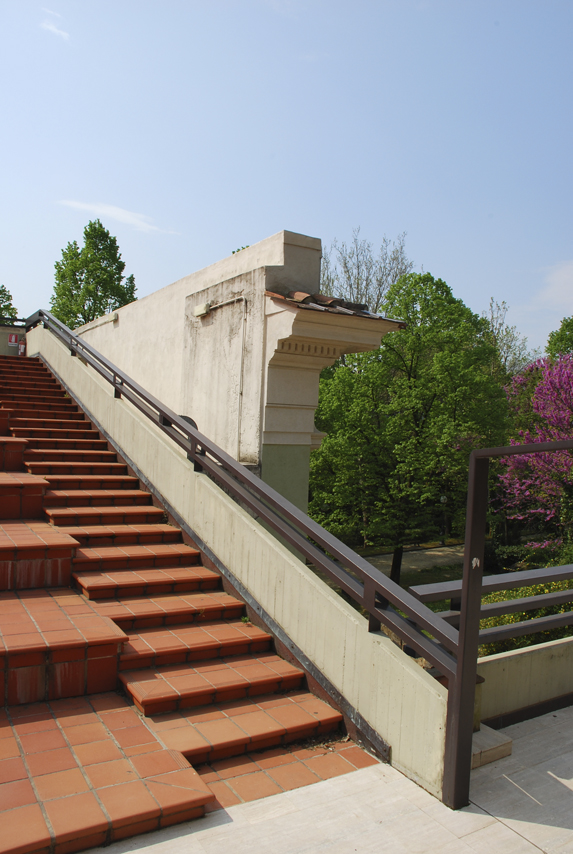
Limonaia di Villa Strozzi: punto d'innesto tra l'antica facciata e il moderno teatro situato sul tetto.

Il progetto di ridefinizione ideato da Michelucci consiste in una riduzione della precedente architettura ottocentesca a semplice involucro murario, all'interno del quale si sviluppano una nuova architettura e una nuova struttura, completamente e volutamente indipendenti dal contenitore come esplicitamente denota la candida struttura metallica della copertura.
L'attuale edificio si presenta come un volume compatto a pianta rettangolare e su un unico piano, qualificato sui lati meridionale, orientale e occidentale dalla neoclassica partitura delle serliane (tre sulla facciata principale, una sui lati minori), di chiara ispirazione palladiana. Tale volumetria appare come sospesa e alleggerita dalla presenza, sui tre lati, di un piccolo bacino d'acqua: il fossato sul quale suggestivamente si riflette l'immagine architettonica è sovrastato da aeree passerelle (con struttura e balaustra in metallo tinteggiato di bianco e pavimento in travertino) che conducono agli ingressi sull'asse longitudinale e ai due accessi dalla facciata principale. Il tema della sospensione e del distacco è ripreso sapientemente nel trattamento dell'involucro murario oltre il quale si articola una nuova e distinta cortina in ferro e vetro: sul fronte principale e in corrispondenza degli ingressi la parete vetrata si estroflette con tagli e scarti che esplicitamente dinamizzano la composta euritmia dell'edificio ottocentesco.
Verso monte invece il progetto ripropone un modus operandi tipico dell'architettura di Michelucci: il notevole dislivello del terreno e la presenza di una grotta artificiale hanno infatti suggerito ai progettisti la creazione di un percorso e di luoghi di sosta: sul lato occidentale dell'edificio nel naturale incavo del terreno è stata realizzata la caffetteria, a fianco della quale una scala - con una muratura a pietrame che dialoga più con la conformazione organica della collina che non con il nitore dell'involucro murario della limonaia - conduce sul tetto teatro (con ampie gradinate in cotto) che si apre a settentrione verso un piccolo palcoscenico.

### Interni
Per quanto riguarda l'interno, questo si qualifica come un unico grande vano a pianta rettangolare con pavimenti in cotto e pareti intonacate, fortemente qualificato dall'orditura metallica tinteggiata di colore bianco: sui tre lati vetrati le pareti sono geometricamente scandite dalla maglia dei profilati mentre l'impianto longitudinale è ritmato da quattro grandi travi inginocchiate, dal profilo ad ala di gabbiano, ciascuna delle quali si compone di un doppio telaio a maglia reticolare: tale struttura (assai vicina per grammatica e cromìa alle soluzioni sperimentate nella sede della contrada senese e nel centro parrocchiale livornese) appoggia, in corrispondenza delle pareti vetrate, su pilastri in ferro mentre gli altri due punti d'appoggio sono costituiti da pilastri setti murari in cemento.

### Il Teatro
Questo spazio teatrale moderno all'aperto è strettamente legato al recupero della limonaia. Michelucci, accanto al recupero dello spazio interno, aveva allora previsto di progettare anche la nuova copertura della limonaia come un'ampia galleria di un teatro all'aperto con la scena rivolta verso il boschetto di lecci che sovrasta a nord la limonaia.
Inaugurato nel 1998, il teatro è diventato un punto importante di riferimento con le sue stagioni estive caratterizzate da spettacoli di prosa, di danza e di contaminazione di generi di grande interesse.
Dal 2010 ospita la parte principale della programmazione del festival di Tempo Reale, dedicato alla musica sperimentale.

## Fortuna critica
La critica ha, sin dall'epoca dei primi progetti elaborati da Michelucci, sottolineato il valore urbano di questo spazio, concepito come promenade architecturale e fortemente integrato con il contesto del giardino e del quartiere: secondo Naldi (1976) infatti i temi della Limonaia - flessibilità dell'organismo architettonico, polivalenza funzionale dei suoi elementi costitutivi, liaison tra spazio interno ed esterno - sono una costante della ricerca progettuale di Michelucci (si veda in particolare l'affinità con la sede della contrada senese). La critica è come sempre concorde nell'evidenziare lo scarto tra gli schizzi e la realizzazione: così per Belluzzi (1990, p. 175) "la folgorazione di uno spazio piranesiano, costretto entro il "carcere" delle antiche murature, si attenua nel plastico, per l'inevitabile riduzione dimensionale delle strutture metalliche".